# جيمس سميث (لاعب كريكت بريطاني)
جيمس سميث (21 أبريل 1977 بليستر في المملكة المتحدة - ) (بالإنجليزية: James Smith)‏ هو لاعب كريكت بريطاني. لعب مع Leicestershire Cricket Board ‏.

## وصلات خارجية
- جيمس سميث على موقع إي آس بي آن كريك إنفو (الإنجليزية)